# ESPNcricinfo
 (mars 2025).
Motif : Un lien mort et une source primaire. Rien ne prouvant l'admissibilité.
- Archive Wikiwix
- Bing
- Cairn
- DuckDuckGo
- E. Universalis
- Gallica
- Google
- G. Books
- G. News
- G. Scholar
- Persée
- Qwant
- (zh) Baidu
- (ru) Yandex
- (wd) trouver des œuvres sur Wikidata

| 1. | Préciser le motif de la pose du bandeau. | Précisez le motif de la pose du bandeau en utilisant la syntaxe suivante : {{admissibilité à vérifier\|date=juillet 2025\|motif=remplacez ce texte par le motif}}                 |
| 2. | Informer les utilisateurs concernés.     | Pensez à avertir le créateur de l'article, par exemple, en insérant le code ci-dessous sur sa page de discussion : {{subst:avertissement admissibilité à vérifier\|ESPNcricinfo}} |

 (juillet 2025).
Si vous disposez d'ouvrages ou d'articles de référence ou si vous connaissez des sites web de qualité traitant du thème abordé ici, merci de compléter l'article en donnant les références utiles à sa vérifiabilité et en les liant à la section « Notes et références ».
Cricinfo.com ou ESPN Cricinfo est un site web spécialisé dans le cricket lancé en 1993 et dépendant du réseau ESPN.
Le 12 juin 2007, afin de compléter son offre sportive globale, ESPN annonce le rachat du plus important site sur le cricket Cricinfo au Wisden Group. 
Le 15 février 2011, ESPNCricinfo lance une application Android et iOS pour la coupe du monde de cricket 2011.